# Інженерне (селище)
Інженерне (до 2016 року — Жовтневе) — селище в Україні, у Херсонській міській громаді Херсонського району Херсонської області. Населення становить 1429 осіб.

## Населення

### Мовний склад
Рідна мова населення за даними перепису 2001 року:
| Мова       | Чисельність, осіб | Доля     |
| ---------- | ----------------- | -------- |
| Українська | 1 081             | 75,65 %  |
| Російська  | 333               | 23,30 %  |
| Інше       | 15                | 1,05 %   |
| Разом      | 1 429             | 100,00 % |

## Історія
Селище внесено до переліку населених пунктів, які потрібно перейменувати згідно із законом «Про засудження комуністичного та націонал-соціалістичного (нацистського) тоталітарних режимів в Україні та заборону пропаганди їхньої символіки».
12 червня 2020 року, відповідно до Розпорядження Кабінету Міністрів України № 726-р «Про визначення адміністративних центрів та затвердження територій територіальних громад Херсонської області», увійшло до складу Херсонської міської громади.
19 липня 2020 року, в результаті адміністративно-територіальної реформи увійшло до складу новоутвореного Херсонського району.
У березні 2022 року селище тимчасово окуповане російськими військами під час російсько-української війни.
10 листопада 2022 року звільнене в результаті контрнаступу ЗСУ в Херсонській області.

## Храми
- Храм Пророка Іллі УПЦ КП
- храм-каплиця УГКЦ на честь Архистратига Божого Михаїла[6].